# Plethodontohyla tuberata
Espèce
Synonymes
- Phrynocara tuberatum Peters, 1883
- Plethodontohyla crusculum Angel, 1934
- Mantipus angeli Guibé, 1947

Statut de conservation UICN

 NT  : Quasi menacé
Plethodontohyla tuberata est une espèce d'amphibiens de la famille des Microhylidae.

## Répartition

Aire de répartition de Plethodontohyla tuberata.

Cette espèce est endémique de Madagascar. Son aire de répartition concerne avec certitude le centre de l'île où elle se rencontre entre 1 600 et 2 400 m d'altitude, mais pourrait être présente à des altitudes moins élevées,.

## Description
Plethodontohyla tuberata mesure de 35 à 45 mm. Son dos est brun avec des taches brun clair. Ses flancs sont parsemés de taches blanches ou jaunes. Son ventre est jaunâtre ou crème avec des taches rondes plus accentuées au niveau de la gorge des mâles. La peau de son dos est granuleuse. Les œufs sont jaunâtres et mesurent de 3 à 4,5 mm, 10 mm en prenant en compte l'enveloppe gélatineuse. Les têtards mesurent jusqu'à 17 mm.

## Publications originales
- Angel, 1934 : Sur une collection de reptiles et de batraciens de Madagascar. Faune des Colonies Françaises, vol. 5, p. 311-320.
- Guibé, 1947 : Contribution à l'étude du genre Mantipus (Batraciens, Microhylidae). Mémoires de l'Institut Scientifique de Madagascar, sér. A, Biologie Animale, vol. 1, p. 76-80.
- Peters, 1883 : Über Mantipus und Phrynocara, zwei neue Batrachiergattungen aus dem Hinterlasse des Reisenden J. M. Hildebrandt von Madagascar. Sitzungsberichte der Königlich Preussischen Akademie der Wissenschaften zu Berlin, vol. 1883, p. 165-168.